# Iablunivka, Lohvîțea
Iablunivka (în ucraineană Яблунівка) este un sat în comuna Iskivți din raionul Lohvîțea, regiunea Poltava, Ucraina.

## Demografie
Componența lingvistică a localității Iablunivka
     Ucraineană (97,68%)
     Rusă (1,99%)
     Alte limbi (0,33%)
Conform recensământului din 2001, majoritatea populației localității Iablunivka era vorbitoare de ucraineană (97,68%), existând în minoritate și vorbitori de rusă (1,99%).